# Amata cantori
Amata cantori là một loài bướm đêm thuộc phân họ Arctiinae, họ Erebidae.